# 公安職
公安職（こうあんしょく）とは、主として治安をつかさどる、または治安維持に従事するものとして規定された公務員の職の区分を指す。国家公務員としての公安職には、皇宮護衛官、警察官（警察庁所属又は地方警務官）､刑務官、法務教官、検察事務官、公安調査官、入国警備官、海上保安官等が、地方公務員には、警察官（都道府県警察所属の巡査〜警視）や消防吏員がある。

## 定義
国家公務員の場合、公安職を厳密に定義すると、国家公務員法上の一般職であって、かつ一般職の職員の給与に関する法律（一般職給与法）により規定される公安職俸給表の適用を受ける職をいう。地方公務員の場合の定義は各地方公共団体の条例によるが、おおむね国家公務員のものに準じている。
給与法・条例上に根拠をもつ公安職というものは、その適用範囲が法令によって明確に定められているもので、必ずしも公安的な職務を担当する公務員のすべてが公安職と呼ばれるわけではない。この点、世間一般が「公安を担当する公務員」に対して有する印象とは一致しないところがある。
例えば、空港や港湾での所持品検査で規制薬物等を取り締まる税関職員や、偽造パスポートの発見を行う入国審査官、検疫業務を行う検疫官・家畜防疫官・植物防疫官などは、制服・制帽を着用し階級章・職名章・胸章・襟章を表示するなど公安職的な印象が強いが、実際には行政職の区分の試験で採用され、俸給（給料）も行政職のものが支給されている。ただし、これらの「公安職的な行政職」の職員の中に、もともと公安職として採用された者が人事交流のために行政職を兼官し、公安職の俸給を受けながら行政職の職務を行っている場合もないわけではない。また、公安職の公務員は警察官を筆頭に司法警察権を持つとのイメージが強いが、現実にはそうではない。たとえば、入国警備官や公安調査官は公安職であるが刑事訴訟法に基づく司法警察職員では無いので司法警察権は持たない。また逆に、労働基準監督官や麻薬取締官、麻薬取締員は特別司法警察職員であり司法警察権を持つが、公安職ではなく行政職である。
また、検事は一般職の公務員であって公安に携わる職務を行っているが、検察官の俸給等に関する法律に基づいて俸給を支給されるため、公安職には含まれない。自衛官（警務官を含む）、裁判官などは国家公務員法上の特別職であって一般職給与法の適用を受けないので、やはり公安職ではない。
なお、衆議院事務局及び参議院事務局の衛視（議院警察を行う国会職員）も特別職のため公安職には含まれないが、国会職員の給与等に関する規程に基づき、公安職俸給表に準じて定められた議院警察職俸給表の適用を受けている。

## 特徴
公安職公務員は特に警察官や消防吏員の占める割合が大きく、全体の70%を警察と消防で占めている。消防吏員はすべてが地方公共団体の職員であり、また警察官は警察庁の警察官や地方警務官を除くほとんどが地方公務員であるので、公安職の大多数は地方公務員でもある。
警察官は全国に約26万人いるが、これらはいずれも公安職である。26万人いるといっても、現在のところ、治安の充実には警察官は依然人員不足と考えられており、警察庁の発表では、治安活動強化のためには最低でもあと3万人の警察官が必要とされているとのことである。このため、男性だけでなく女性警察官の採用枠も増やしたり、退職者の再任用制度が活用されているほどで、警察官は公務員の中でも非常に多くの採用枠がある職種である。
公安職にはいわゆる労働三権が認められないことがほとんどだが、法務教官には例外的に認められている。

## 採用・人事
公安職は、通例、採用試験自体が他の職区分（行政職など）とは別に設けられている。国家公務員の場合、採用の形態には、国家公務員採用総合職・一般職（大卒程度）・一般職（高卒者）試験の合格者の中から採用されるものと、別枠の試験が設けられているものとがある。
採用後も、原則として公安職の中で閉じた人事異動を行い、また専門的な研修制度があるなど、その特殊性に配慮した人事体系を構築している。しかし、昨今では多様な行政需要に対応する・職員の資質の向上を図る・組織の硬直性を改善する、などの目的から公安職区分の採用でない他官庁の職員を一時的に受け入れ兼官・転官（あるいは逆に公安職の職員を出向）させる例（人事交流）もある。

## 公安職の種別

### 国家公務員採用総合職・一般職（大卒程度）・一般職（高卒者）試験の合格者から採用するもの
- 警察官（警察庁本庁採用。一般職（高卒者）からの採用はない）
- 刑務官
- 法務教官（総合職の人間科学区分から採用）
- 検察事務官（総合職からの採用はない）
- 公安調査官
- 海上保安官（国家公務員試験の理工系区分合格者から、事実上の技官として採用される例がごく少数存在する）

### 個別の採用試験等から採用するもの
- 警察官（都道府県警察採用）
- 消防吏員
- 皇宮護衛官
- 刑務官
- 法務教官
- 入国警備官
- 海上保安官（基本的に海上保安大学校・海上保安学校卒業生からの任官のため、前述の学校の入学試験が事実上の採用試験である（より厳密には前述の学校の学生も法律上の身分は公務員であり、入学試験＝公務員採用試験である）。なお、例外として海技士資格保持者などを中途採用する場合も稀にある）